# Erustes
Erustes è un comune spagnolo di 225 abitanti situato nella comunità autonoma di Castiglia-La Mancia.